# Якобсон, Авигдор
Якобсон Авигдор (Виктор Исаакович) (24 октября 1869, Симферополь — 8 сентября 1934, Берн) — деятель сионистского движения, дипломат и публицист.

## Биография
В юности вступил к Ховевей Цион. Изучал химию в университете Берна философию в Берлинском университете. Находясь в Берлине был одним из создателей Еврейско-русской научной ассоциации совместно с Х.Вейцманом, Л.Моцкиным, Ш.Левиным и Н.Сыркиным. Примкнул к сионистскому движению. В 1899 на 3-м Сионистском конгрессе в Базеле был избран членом Исполнительного комитета.
В период с 1906 по 1908 возглавил бейрутское отделение Англо-Палестинской компании (банка), в 1909—1914 — стамбульское отделение. Был неофициальным представителем Сионистской организации в Турции. Был корреспондентом русских парижских газет в Константинополе. В 1913 на 11-м Сионистском конгрессе в Вене вошел в состав малого исполнительного комитета Сионистской организации и отвечал за контакты представителей сионистов с арабскими политическими деятелями.
Посвящён в масонство в Константинополе в ложе Шотландского устава, но не успел принять участие в её работах и даже не запомнил её названия, поскольку был выслан из Турции. Впоследствии, в 1931 году был вновь посвящён в масонство в русской парижской ложе «Северная звезда». В ложе был её библиотекарем.
Во время Первой мировой войны оказался в Копенгагене, где в период с 1916 по 1918 возглавлял представительство Сионистской организации, так называемое Копенгагенское бюро. В 1918 возглавил представительство Сионистской организации в Лондоне. С 1925 являлся представителем Сионистской организации в Париже и при Лиге Наций в Женеве.
Сотрудничал в газете «Рассвет». В 1927 был среди основателей и соиздателей журнала «Ла ревю жюив» в Париже. В 1928 был одним из учредителей Комитета друзей сионизма в Париже. В 1933 на 18-м Сионистском конгрессе в Праге был вновь избран членом правления Сионистской организации.
Скоропостижно скончался во время работы 3-й еврейской конференции.